# On Bended Knee
On Bended Knee (englisch für „Auf gebeugten Knien“) ist ein Lied der US-amerikanischen Boygroup Boyz II Men, das im August 1994 erschien.

## Entstehung und Veröffentlichung
Das Lied wurde gemeinsam vom Produzentenduo James Harris III und Terry Lewis (auch bekannt als Jimmy Jam und Terry Lewis) getextet, komponiert und produziert. Bei der Produktion erhielt das Duo Unterstützung durch Jheryl Busby sowie die Boyz-II-Men-Mitglieder Nathan Morris, Wanyá Morris, Marc Nelson und Shawn Stockman.
Die Erstveröffentlichung von On Bended Knee erfolgte am 30. August 1994 bei Motown, als Teil von Boyz II Mens zweiten Studioalbum II (Katalognummer: 530431-2). Am 1. November 1994 erschien das Lied als zweite Singleauskopplung aus dem Album. Diese erschien als 7″-Single mit einer sogenannten „Pop Edit“ zu End of the Road als B-Seite (Katalognummer: TMG 1433) sowie als CD-Maxi-Single, die eine „Pop Edit“ zu On Bended Knee sowie einer spanischsprachigen Version zu End of the Road, mit dem Titel Final del camino, erweitert wurde (Katalognummer: 860 259-2).

## Inhalt und Stil
On Bended Knee ist ein Liebeslied, das in As-Dur mit 60 Schlägen pro Minute komponiert wurde. Es wandelt in Es-Dur, wechselt in F-Dur, schlägt im dritten Refrain in E-Dur um und schließt kurz vorm Ende in B-Dur ab.

## Musikvideo
Das Musikvideo zu On Bended Knee entstand unter der Regie von Lionel C. Martin, es zeigt die Bandmitglieder von Boyz II Men und ihre Trennung und schließlich Versöhnung mit vier berühmten Schauspielerinnen: Lark Voorhies, Victoria Rowell, Kim Fields und Renée Jones. Das Video wurde in New Orleans, Louisiana gedreht. Es enthält Aufnahmen aus dem Audubon Park, einer Straßenbahn und dem French Quarter.
Das Video beginnt damit, dass Wanyá Morris’ Freundin (Voorhies) mit ihm im Auto sitzt und ihn beschuldigt, eine andere Frau im Supermarkt angeschaut zu haben, und sie steigt aus dem Auto und lässt Morris allein. Schließlich findet er sie auf der Tribüne sitzend, wo sie sich versöhnen. Shawn Stockman lernt im Park ein Mädchen (Rowell) mit Hund kennen und verliebt sich in sie, nachdem er sie gerade erst kennengelernt hat. Michael McCary gerät an seinem Geburtstag in einen Streit mit seiner Freundin (Jones) und er wird alleine gezeigt, wie er ein Bild von ihr malt, aber dann kommt sie zu ihm zurück. Nathan Morris konzentriert sich mehr auf das Schreiben von Musik als auf seine Freundin (Fields), was sie frustriert, so dass sie eine Trennungsnotiz an seinen Spiegel schreibt und ihn verlässt, aber schließlich zu ihm zurückkehrt. Die Band tritt singend in der U-Bahn und im Regen auf.

## Rezeption
Gerald Martinez von der New Straits Times schrieb, dass das Lied zusammen mit seinem Vorgänger I’ll Make Love to You (Juli 1994) versuche, die Magie von End of the Road (Juni 1992) wieder einzufangen; und sie kämen dem nahe. Große Produktionszahlen mit soliden Haken, sie sollten in den nächsten Monaten den Äther überfluten.
Paul Evans vom Rolling Stone bezeichnete es als eine üppige Ohnmachts-und-Croon-Ballade, von der Art, wie sie die Hardcore-Fans der Boyz verlangen würden.

## Kommerzieller Erfolg

### Chartplatzierungen
| ChartsChartplatzierungen       | Höchstplatzierung | Wochen |
| ------------------------------ | ----------------- | ------ |
| Deutschland (GfK)              | 63 (9 Wo.)        | 9      |
| Vereinigte Staaten (Billboard) | 1 (27 Wo.)        | 27     |
| Vereinigtes Königreich (OCC)   | 20 (5 Wo.)        | 5      |

| ChartsJahrescharts (1995)      | Platzierung |
| ------------------------------ | ----------- |
| Vereinigte Staaten (Billboard) | 5           |

### Auszeichnungen für Musikverkäufe
| Land/Region               | Auszeichnungen für Musikverkäufe (Land/Region, Auszeichnung, Verkäufe) | Verkäufe  |
| ------------------------- | ---------------------------------------------------------------------- | --------- |
| Australien (ARIA)         | Gold                                                                   | 35.000    |
| Neuseeland (RMNZ)         | Gold                                                                   | 5.000     |
| Vereinigte Staaten (RIAA) | 3× Platin                                                              | 3.000.000 |
| Insgesamt                 | 2× Gold · 3× Platin ·                                                  | 3.040.000 |